# Zavaděč (operační systém)
Zavaděč (anglicky boot loader) je počítačový program, jehož úkolem je při startu (bootování) počítače aktivovat operační systém. Zavaděč je spuštěn z BIOSu nebo UEFI a jeho cílem je zavedení a aktivace jádra operačního systému. Zavaděč může být rozdělen na více samostatných částí.

## Typy zavaděčů
Zavaděč je jednou z částí startu počítače (tzv. bootování). Samotný zavaděč může být dále rozdělen na více samostatných částí. Rozlišujeme zavaděče první a druhé fáze. Některé zavaděče umožňují měnit parametry startujících systémů (např. parametry jádra pro Linux) nebo vybírat zaváděný operační systém z menu. V takovém případě je obvykle možné omezit jejich funkčnost znalostí hesla (viz GRUB). Některé zavaděče podporují Secure boot, který umožňuje zabezpečit start počítače proti nedovoleným změnám.

### Zavaděč první fáze
Úkolem zavaděče první fáze (anglicky first-stage boot loader) je inicializace hardware. Je typicky umístěn výrobcem na základní desku a označujeme ho jako firmware. Mezi zavaděče první fáze patří:
- BIOS (Basic Input-Output System) – původní firmware počítačů IBM PC kompatibilních
- UEFI (Unified Extensible Firmware Interface) – zavaděč pro novější počítače PC
- coreboot, Libreboot, Das U-Boot – open source náhrady komerčních zavaděčů

### Zavaděč druhé fáze
Úkolem zavaděče druhé fáze (anglicky second-stage boot loader) je zavedení operačního systému. Může obsahovat menu, může mít modulární strukturu, může umožňovat změnu parametrů, které ovlivňují start operačního systému. Mezi zavaděče druhé fáze patří:
- LILO (Linux Loader) – starší zavaděč, který byl součástí mnoha linuxových distribucí; konfigurace v /etc/lilo.conf .
- xOSL (eXtended Operating System Loader) – spolehlivý freewarový zavaděč OS.
- GRUB (the Grand Unified Bootloader) – zavaděč, který je součástí většiny linuxových distribucí po roce 2000
- rEFInd
- Syslinux – sada pěti různých zavaděčů určených pro start linuxových distribucí
- NTLDR (zavaděč pro starší verze Windows NT), Windows Boot Manager (též BOOTMGR, zavaděč pro nové verze Windows NT)